# Nord America (piroscafo)
Il Nord America è stato un piroscafo misto, in servizio con questo nome per la compagnia italiana La Veloce dal 1884 al 1910.

## Caratteristiche
Costruito appositamente per trasportare tè dall'Estremo Oriente al Regno Unito, lo Stirling Castle era lungo 127 metri e largo 15,25, per una stazza lorda di 4 826 tonnellate. Era spinto da un'elica in bronzo al manganese mossa da una motrice alternativa a vapore da 7 695 cavalli, grazie alla quale raggiungeva una velocità di servizio, per l'epoca considerevole, di 17 nodi. Il piroscafo aveva due fumaioli, posti in posizione ravvicinata a centro nave, e tre alberi.
Dopo l'acquisto da parte della Matteo Bruzzo & Co. (più tardi confluita ne La Veloce), il piroscafo poteva trasportare 86 passeggeri in prima classe, 136 in seconda e 1 450 emigranti; le sistemazioni dei passeggeri di prima classe, che comprendevano un ampio salone decorato con specchi e cornici dorate, erano poste a poppa nave, mentre quelle dei passeggeri di seconda classe erano contenute nelle sovrastrutture a prua dei fumaioli.
Nel 1900 il Nord America fu sottoposto ad importanti lavori di rifacimento, per adattarlo al trasporto di emigranti verso gli Stati Uniti d'America: fu montata una nuova motrice alternativa a vapore a triplice espansione di potenza più ridotta (4 300 cavalli), che portò la velocità a 13 nodi riducendo i consumi; furono sostituiti i fumaioli con due di diametro inferiore e uno degli alberi fu eliminato. Furono inoltre ridotti i posti per i passeggeri in cabina (90), portando invece le sistemazioni per emigranti a 1 255 posti; la stazza lorda passò a 4 985 tonnellate.

## Servizio
Il piroscafo fu varato il 21 gennaio 1882 presso i cantieri John Elder & Co. di Govan, in Scozia, con il nome di Stirling Castle. Entrò in servizio due mesi più tardi, partendo da Glasgow per Shanghai: nel viaggio di andata tenne la velocità media di 19 nodi nel tratto di viaggio tra Suez e Singapore, mentre al ritorno, imbarcati dei fuochisti aggiuntivi, completò la traversata fino a Londra in soli 27 giorni e 23 ore. Nonostante questi notevoli risultati, l'esercizio del piroscafo risultò antieconomico e lo Stirling Castle fu venduto, già a fine anno, ad armatori maltesi; da questi fu poi rivenduto nel 1883 alla Matteo Bruzzo & C., società che aveva rilevato pochi mesi prima le attività della liquidata compagnia di navigazione G.B. Lavarello. La nave, sottoposta a modifiche nelle sistemazioni passeggeri e ribattezzata Nord America, fu destinata ad una linea da Genova al Río de la Plata con scali a Barcellona e Gibilterra; al ritorno si aggiungevano alcuni scali in porti brasiliani. Il Nord America effettuò la prima partenza da Genova a fine novembre (o settembre) 1883, giungendo in Argentina in 17 giorni. In breve si affermò come uno dei piroscafi di maggior prestigio sulle linee per l'America del Sud: rimase per diverso tempo l'unità di maggiore stazza nella marina mercantile italiana e fu particolarmente rinomato per la sua velocità, tanto da mantenere per i primi anni anche il nome Stirling Castle a prua. Nel 1884 fu costituita la nuova società La Veloce, che rilevò le attività della Matteo Bruzzo & C..
Nel 1885 il Nord America fu ceduto in noleggio al governo britannico, venendo impiegato per trasportare truppe verso il Sudan; tornò in servizio per La Veloce l'anno successivo. Nel 1899 fu nuovamente noleggiato come trasporto truppe, in questa occasione al governo russo; rientrato a Genova a dicembre, il piroscafo fu posto in disarmo e poi inviato ai lavori ai cantieri Palmers di Newcastle, con lo scopo di adattarlo al trasporto di emigranti verso gli Stati Uniti d'America. Il Nord America effettuò la prima partenza da Genova per New York nell'aprile 1901. Dal settembre 1901 al dicembre 1905 il piroscafo effettuò 32 viaggi verso New York. Impiegato per il soccorso ai superstiti del Terremoto di Messina del 1908, il Nord America effettuò la sua ultima partenza da Genova per New York il 25 marzo 1909, venendo in seguito destinato al trasporto di sole merci verso il Plata. Il 5 dicembre 1910 il piroscafo, partito da Buenos Aires con un carico di cavalli, si incagliò durante una tempesta nei pressi di Capo Spartel; nonostante alcuni tentativi di disincaglio, il Nord America dovette essere abbandonato dall'equipaggio, che fu soccorso dal piroscafo Djebel Dersa. Lo scafo fu in seguito recuperato e rimorchiato a Genova, dove rimase tre anni prima di venire demolito.